# سلطة سنيكرز
سلطة سنيكرز هو طبق يتكون من قوالب سنيكرز،تفاح أخضر،قشدة مخفوقة وغالبًا ما يتم تقديم البودنج أو المخفوق في وعاء.